# ليمبي (هايتي)
ليمبي هي مدينة من مدن هايتي، في دائرة ليمبي ضمن الإدارة الشمالية، يبلغ عدد سكانها 69,256 نسمة وذلك حسب إحصائيات سنة 7 August 2003، ويبلغ ارتفاع المدينة عن سطح البحر قرابة 66 متر.